# Эрув

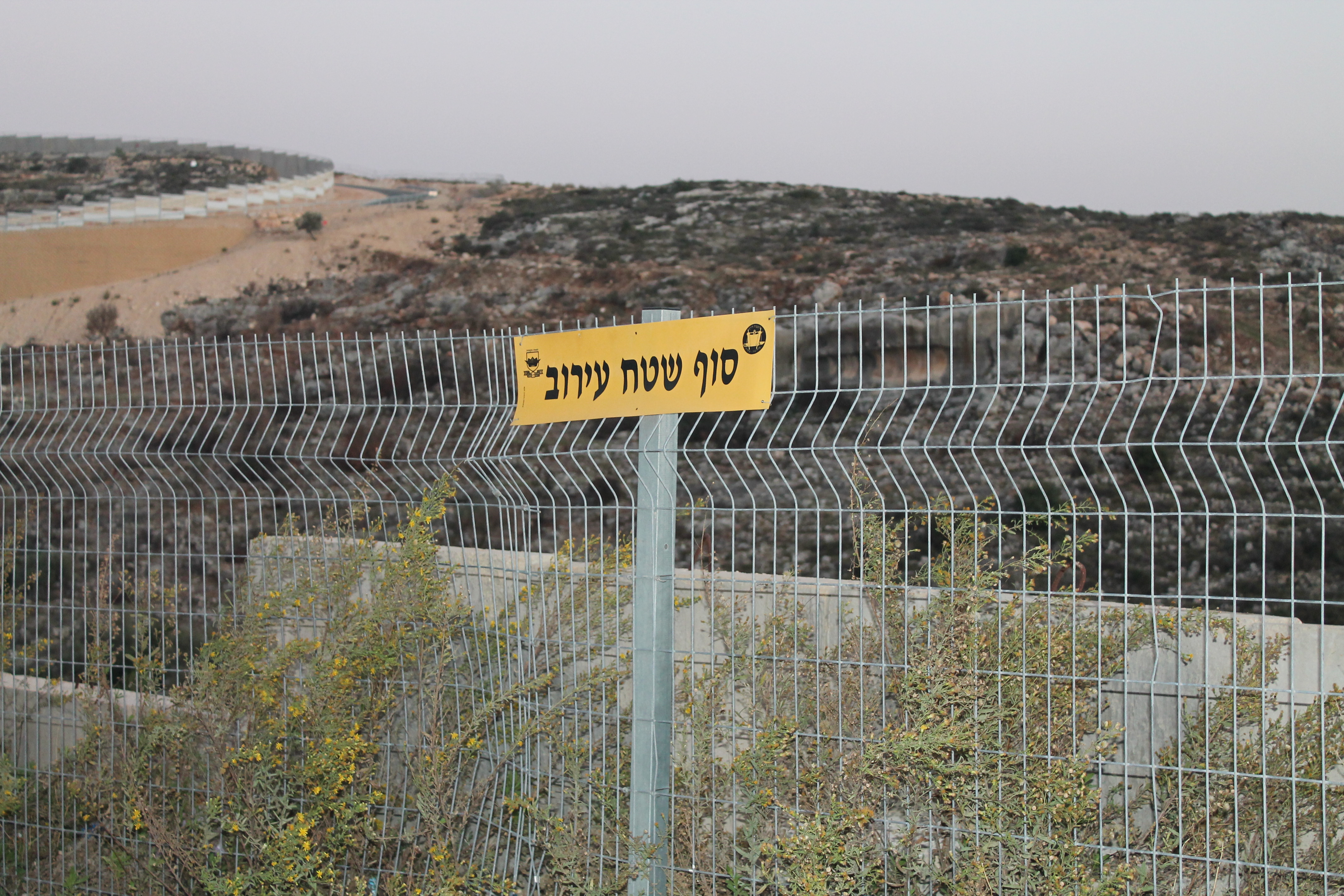
Забор, установленный в качестве границы эрува (Израиль)

Эру́в (ивр. עירוב‎; по другому произношению — эйрув) — в иудаизме — символическое ограждение (из знаков, как правило; так называемые «символические фикции») вокруг некоей территории компактного проживания религиозных евреев. Позволяет разрешить во время шаббата некоторые действия (в частности переносить вещи), которые иначе (без эрува) были бы запрещены.
Территория эрува должна быть соответствующим образом отделена от окружающего мира. В качестве ограды могут выступать стены квартиры или дома, а также забор вокруг участка и городская стена. В еврейских местечках иногда натягивали верёвку. Сегодня такой способ тоже практикуется, например в Израиле, где практически нет ни одного города без эрува.
Эрув объявляет огороженную территорию приравненной к дому, что отменяет и смягчает заповеди шаббата. Это позволяет религиозным евреям носить с собой, среди прочего, ключи от дома, салфетки, лекарства или детей, а также пользоваться колясками и тростями. Наличие или отсутствие эрува, таким образом, особенно влияет на жизнь инвалидов и тех, у кого в семье есть маленькие дети.
Для того, чтобы все эти разрешения вступили в силу, кроме постройки самого ограждения необходимо провести процедуру, называемую «эрув хацерот» (ивр. עירוב חצרות‎ — буквально «смешение дворов»). Для этого берётся еда (обычно маца), которая объявляется общей собственностью всех участников эрува и выкладывается в доступное для них всех место.
Термин «эрув» используется также для двух других понятий в иудейском религиозном законе:
- эрув тхумин[англ.] (ивр. עירוב תחומין‎ — «смешивание техумов»), который позволяет расширить границы территории, куда может дойти человек в шаббат. По галахе в шаббат религиозному еврею доступна для передвижения территория в пределах 2000 локтей (древняя мера длины — около 48 см.) от границы населённого пункта, где он находится; эта территория называется «техум». Чтобы добавить себе ещё 2000 локтей в определённом направлении, необходимо заранее поместить еду на границу техума в месте, ближайшем к тому, куда надо будет дойти в шаббат. В современной практике это применяется крайне редко, потому что актуально только для жителей небольших посёлков: в крупном городе в техум входит вся городская территория.
- эрув тавшиллин[англ.] (ивр. עירוב תבשילין‎ — «смешивание кушаний»), позволяющий готовить еду во время праздника на следующий за ним шаббат. Для его выполнения нужно приготовить два блюда ещё до наступления праздника, сказать специальное благословение и иметь в виду, что готовка на шаббат уже началась.

Талмуд приписывает введение эрува царю Соломону, наряду с некоторыми другими постановлениями.